# Antilliclodes bermudezi
Antilliclodes bermudezi är en insektsart som beskrevs av Otte, D. och Perez-gelabert 2009. Antilliclodes bermudezi ingår i släktet Antilliclodes och familjen syrsor. Inga underarter finns listade i Catalogue of Life.